# شبه‌بردار

یک حلقه سیم (سیاه)، حامل جریان I، میدان مغناطیسی B را ایجاد می‌کند (آبی). اگر موقعیت سیم و جریان آن نسبت به صفحهٔ نقطه‌چین بازتاب شود، میدان مغناطیسی حاصلِ تصویر میدان اول نیست، بلکه معکوسِ تصویرِ میدان اول است. موقعیت سیم و جریان بُردار است و میدان مغناطیسی B شبه‌بردار.

در فیزیک و ریاضیات، یک شبه‌بُردار یا بُردارِ محوری کمیتی است که تحت یک چرخش مناسب مانند بردار تغییر شکل می دهد ، اما در سه بعد تحت چرخش نامناسب مانند بازتاب یک نشانه اضافی بدست می آورد. از لحاظ هندسی ، جهت یک شبه وکتور منعکس شده در خلاف تصویر آینه ای آن است، اما با اندازه برابر. اما در مقابل، بازتاب یک بردار واقعی (یا قطبی) دقیقاً همان تصویر آینه ای آن است.